# Clique de l'Anhui

Localisation géographique de la province d'Anhui.

La clique de l'Anhui (chinois simplifié : 皖系军阀 ; chinois traditionnel : 皖系軍閥 ; pinyin : wǎn xì jūnfá ; litt. « seigneur de guerre lié à Wan (Anhui) ») est l'une des factions chinoises rivales nées de la division de l'armée de Beiyang après 1916. Elle porte le nom de la province de l'Anhui dont l’abréviation est Wan (皖, wǎn) car plusieurs de ses généraux, dont son fondateur Duan Qirui, sont nés au Anhui. Elle peut être considérée comme l'héritage de Li Hongzhang qui forma un réseau d'officiers durant et après la révolte des Taiping. Comme la clique de l'Anhui s'est organisée très tôt, elle fut plus politiquement sophistiquée que les seigneurs de guerre rivaux.
Avec le soutien japonais (Prêts Nishihara) et l'échec de la restauration mandchoue de 1917, la clique est la plus puissante faction de Chine de 1916 à 1920. Il a une coexistence difficile avec la clique du Zhili et la clique du Fengtian au sein du gouvernement de Beiyang. Elle prône une ligne dure durant le mouvement de protection de la constitution. Le mouvement du 4-Mai affaiblit son influence et mène à la guerre Zhili-Anhui en 1920 qui voit la défaite surprise de la clique de l'Anhui. Duan démissionne et la clique n'a plus de vrai chef durant les quatre années suivantes lorsque toutes ses provinces sont absorbées par la clique du Zhili durant l'été 1924 (le Shandong étant une anomalie, la clique du Zhili nomme un général de l'Anhui en 1923 afin de placer quelqu'un de neutre, voir le problème du Shandong. Zheng Shiqi dirige jusqu'en 1925 avant le transfert à Zhang Zongchang de la clique du Fengtian en accord avec Duan). Après le coup de Pékin d'octobre 1924, Feng Yuxiang et Zhang Zuolin demande à Duan de mener un gouvernement provincial. Manquant de puissance militaire, lui et quelques partisans restants entrainent Feng et Zhang l'un contre l'autre. Il le retire du pouvoir et ses derniers partisans rejoignent la clique du Fengtian.
La clique a également une aile politique appelée le Club Anfu (littéralement, Club de la paix et du bonheur, d'après le nom d'une allée de Pékin où il se réunit, le folklore prétend qu'il s'agit d'un jeu de mots entre Anhui et Fujian), composée de politiciens qui partage leur fortune avec Duan. Formé le 7 mars 1918 par Xu Shuzheng et Wang Yitang, elle participe à des élections pour l'assemblée nationale et remporte les trois-quarts des sièges car les seigneurs de guerre de l'Anhui ont acheté les votes. Il s'agit d'un parti très discipliné créé pour presser Duan par des moyens légaux comme en élisant Xu Shichang comme président de la République de Chine. Avant la guerre Zhili-Anhui, il était aussi soutenu par la clique du Fengtian, la clique du Xinjiang, et la Clique du Shanxi. Il est dissous après la guerre lorsque l'assemblée est abolie.
L'aile financière est contrôlée par la Nouvelle clique des Communications (1916-1919) dirigée par Cao Rulin. Elle est rivale de l'Ancienne clique des Communications de Liang Shiyi. La conduite de Cao durant la conférence de paix de Paris de 1919 mène au mouvement du 4-Mai et à sa démission.